# Майдан Незалежности
Майдан Незалежности (на украински: Майдан Незалежності, буквално: Мегдан на независимостта или Площад на независимостта) е името на централния площад, както и на близката едноименна метростанция, в Киев – столицата на Украйна.
Днес съществуват много неофициални имена на площада, но най-често е наричан просто Майдан. Пресича се от главната столична улица „Крешчатик“. До него водят и улиците „Борис Гринченко“, Софиевска, Малка Житомирска, Михайловска, Костелна, Институтска, „Архитект Городецки“ и „Тарас Шевченко“.

## История
Като площад се оформя през 1830-те години, когато са срутени остатъците от градските отбранителни валове. Тогава е наименуван Крешчатицки по прилежащата главна улица. Преименуван е на Думски през 1876 година, когато там е построено зданието на Градската дума (т. е. градския парламент / общински съвет). Пред Думата е издигнат паметник на Пьотър Столипин (1913 г.).
След Октомврийската революция (1917 г.) е преименуван на Съветски (1919) и „Калинин“ (1935 г.). Сградата на Областния комитет на Украинската компартия (в бившата Градска дума) изгаря през 1941 година и територията на площада значително се увеличава.
Съвременното застрояване на площада със сгради е от периода от 1950-те до 1970-те години. През 1961 година е построен 16-етажният хотел „Москва“ (от 2001 г. – „Украйна“) – най-високата сграда тогава в Киев. Площадът отново е преименуван през 1977 г. – на „Октомврийска революция“. На него е издигнат Монумент на Октомврийската революция с ансамбъл от фонтани.
Днешното си име площадът получава след провъзгласяването на независимостта на Украйна (1991 г.). Най-близката метростанция – със сегашно име „Майдан Незалежности“, открита през 1976 г., всеки път изменя наименованието си едновременно с площада.
През 2001 година е извършено капитално преустройство: появяват се множество нови паметници, скулптури и фонтани. В центъра на площада е издигната висока бяла колона, увенчана от фигура на девойка от славянската митология с венец в ръка, символизираща независимостта на страната. Издигнат е и паметникът Полска порта със статуята на покровителя на града архангел Михаил отгоре. Под площада е построен крупен търговски център.
В края на 2013 и началото на 2014 г. площадът става център на протести, известни като Евромайдан, разпространили се и в страната. В резултат от сблъсъците има много загинали и силно пострадват околните сгради.
- Исторически преглед
- Изглед към площад „Крешчатицки“ в средата на XIX век. Вляво са останките от крепостните стени на Ярославовия град (древен град Киев).
- Крешчатцки пазар, края на XIX век
- Думски площад (площад на Градския съвет), началото на XX век
- Изглед на площада през 1941 г. Вижда се изгорялата сграда на Градския съвет
- Киевският градски съвет, 1940 г.
- Хотел „Украйна“ (бивш „Москва“). На мястото на фонтана се е намирала изгорялата сграда на Градската дума (съвет). 2001 г.
- Площад „Калинин“, 1962 г.
- Майдан Незалежности, съвременен вид, 2019 г.

- Политическа значимост на площада
- Сградата на Киевския градски съвет, ранния XX век
- Гледка през 1990-те години
- Митинг през 1990-те години
- Многолюден митинг на площад „Независимост“, 1990 г.
- Площад „Независимост“ при Оранжевата революция, 2004 г.
- Площад „Независимост“, по време на протестите през 2013 г., наречени „Евромайдан“
- Митинг на 2 февруари 2014 г.
- Площад „Независимост“ след размириците през февруари 2014 г.
- Марш на защитниците в Деня на независимостта, 2019 г.
- Изпълнение на националния химн на Майдан Незалежност в новогодишната нощ на 2014 г.